# Авраам
Авраа́м (івр. אַבְרָהָם, *аврага́м) — біблійний персонаж, родоначальник багатьох народів (Бут. 17:1). Життя Авраама описане в книзі Буття (11:26—25:10). Релігії, що спираються на вчення Авраама: юдаїзм, християнство та інші.
Згідно з Біблією, і з погляду юдаїзму Авраам — родоначальник старожитніх євреїв, перший в Біблії названий євреєм (а нащадки його онука Якова вже звуться ізраільтянами). З точки зору мусульман — також родоначальник арабів (агарян або ізмаїлтян — нащадків його сина Ізмаїла від Агар). З точки зору християнства (зокрема православ'я та католицизму), так само як усіх вищеназваних віровчень — один з трьох родоначальників маючи на увазі всього людства в духовному розумінні, тобто вчителів і духовних наставників, поряд з його сином Ісааком і онуком Яковом.
На початку життя його звали Аврамом («великий батько»), але від Бога він отримав нове ім'я Авраам («батько багатьох») і обіцянку, що його нащадків буде стільки як зір на небі і як піску на березі моря (це було ще у той час, коли Авраам ще не мав дітей).
Віра в єдиного Бога, для поширення якої Авраам багато зробив, і засновані на цій вірі різноманітні філософські концепції мають велике значення[джерело?] для розвитку людства, сучасної суспільної філософії і навіть глобалістики.

## Старий завіт

### Вихід із Уру

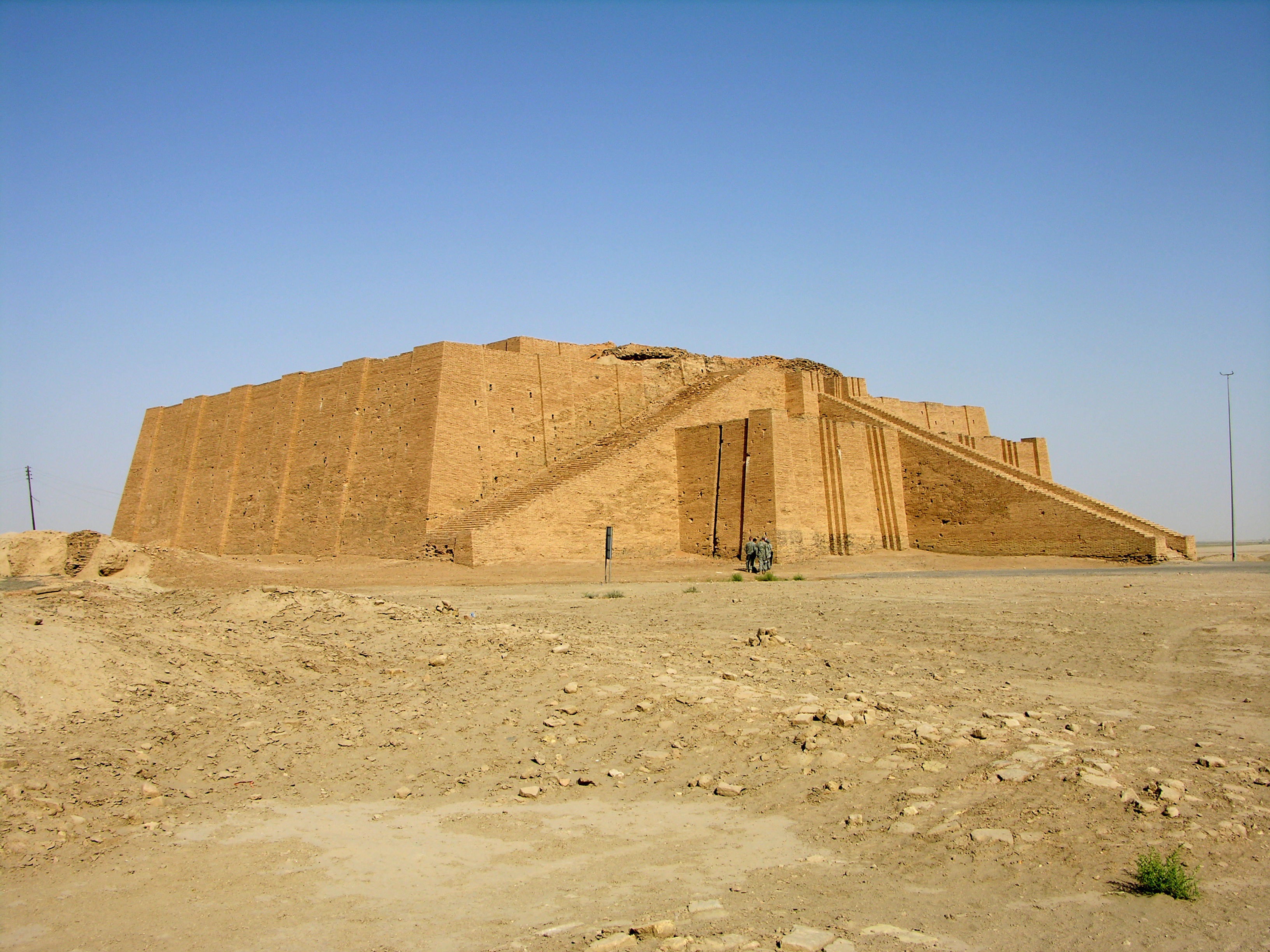
Зикурат царя Ур-Намму в Урі, кінець 3-го тис. до н. е.

Авраам народився в шумерському місті Ур (територія сучасного Іраку) у Тераха, що походив з роду Евера, правнука Сима. Він мав двох братів — Гарана та Нахора. В Урі він одружився зі Сарою, своєю одноюрідною сестрою. Довгий час вони проживали в Урі халдейському. Коли Гаран, син Тераха і батько Лота помирає, сім'я Тераха (Терах, Аврам, Сара та Лот) переселяється в Харан (Північна Месопотамія), а його син і брат Аврама — Нахор залишився у Месопотамії і жив у Арам-Нахараїмі. У Харані Терах помер у віці 205 років. Бог сказав Авраму піти з дому його батька і слідувати, куди Він вкаже. Також Бог пообіцяв, що зробить від Аврама великий народ, благословить і звеличить самого Аврама і через нього — всі народи на Землі. Тоді Аврам, якому на той момент було 75 років, разом з дружиною Сарою, племінником Лотом, всім майном і людьми, яких мав, вийшов з Харана та пішов у землю Ханаану. Господь сказав, що віддасть цю землю нащадкам Аврама. Споруджуючи жертовники Богу, Аврам продовжував рухатися на південь, проте в тій землі був голод, а тому, бажаючи уникнути його, Аврам попрямував до Єгипту.

### Єгипет. Союз Господа з Аврамом

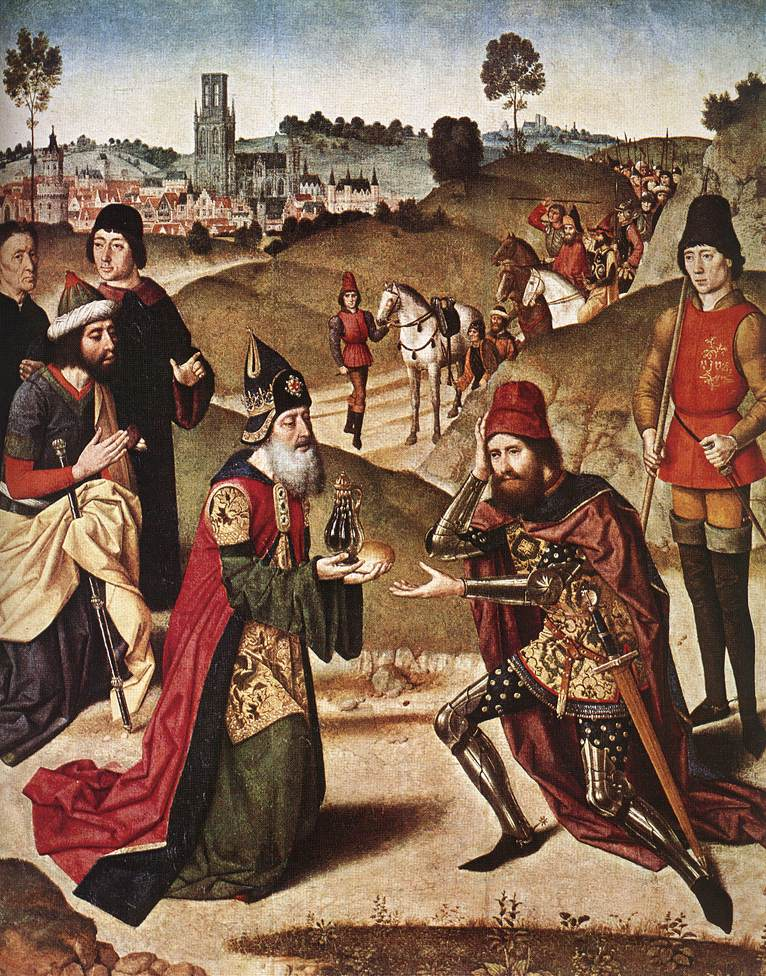
Аврам і Мелхіседек (Пітер Пауль Рубенс)

Наближаючись до Єгипту, він сказав своїй дружині Сарі назватися сестрою, побоюючись, що через її красу люди, що спокуситилися б на Сару, можуть його вбити. Єгипетські вельможі дійсно визнали Сару вельми красивою і повідомили про це фараону. Фараон взяв її собі за дружину, а Авраму завдяки цьому «було добре: і були в нього вівці, воли, осли, раби, рабині, ослиці й верблюди». Однак Бог ударив карами фараона і його будинок через Сару. Фараон покликав до себе Аврама і запитав, чому ж той не повідомив, що Сара — його дружина; після чого відпустив Аврама з усім майном, Сарою і Лотом; і фараонові люди випровадили їх. Отак вийшов Аврам з Єгипту в Негев, він і його жінка й усе, що було в нього, та й Лот з ним. Та земля не вміщала їх, щоб жити вкупі, бо їх майно було велике, й вони не могли жити разом. Аврам осівся в Ханаані, пізніше перейшов до Мамре, що у Хевроні, а Лот у містах у долині, розкладаючи намети аж до Содому. Після звільнення Лота із полону, Аврам приніс Богу в жертву трирічну телицю, трирічну козу, трирічного барана, а також горлицю і молодого голуба. Всі вони, крім птахів, були розсічені навпіл. Так був укладений союз Господа з Аврамом.

### Агар. Обітниця обрізання
Однак Сара була безплідна, і вона віддала чоловікові свою рабиню — єгиптянку Агар. Коли завагітніла Агар від Аврама стала зневажати свою пані, і Сара звинуватила в цьому Аврама. Тоді Аврам дав своїй дружині право робити зі служницею все, що завгодно. Агар утікла від утисків, які почалися після цього, в пустелю, і біля джерела зустріла ангела, який повелів їй повернутися, а також повідомив, що Бог почув її страждання, і що Агар народить сина і назве його Ізмаїлом. Коли Агар народила Ізмаїла, Авраму було 86 років. Через тринадцять років Бог явився Авраму, щоб поставити заповіт з Аврамом. Бог перейменував Аврама в Авраама і знову пообіцяв — тепер уже Аврааму, що той стане батьком багатьох нащадків (і народів), що від нього вийдуть царі, і що Бог дасть їм землю Ханаан у вічне володіння і буде їм Богом. Бог велів обрізати будь-яку людину чоловічої статі в восьмий день від народження, включаючи немовлят, народжених в будинку і куплених за срібло у іноземців. Душа ж тих, хто не зробить обрізання, за словами Бога, буде знищена. Дев'яносторічна Сараї була ним перейменована в Сару. Бог також обіцяв, що Сара народить сина Авраамові — Ісаака. Авраам слухняно виконав волю Бога. Всі належні до його дому чоловічої статі, як народжені в домі, так і куплені, були обрізані. Аврааму було 99 років, коли була обрізана його крайня плоть.

### Содом і Гоморра
Незабаром після обрізання Авраама Бог явився до нього у вигляді трьох чоловіків-мандрівників. Авраам просив можливості прислужитися Богові, запропонував омити ноги чоловіків, принести хліба, масла і молока, приготувати теля. Бог повідомив, що через рік знову з'явиться до Авраама і дасть сина Сарі. Сара ж, почувши розмову Авраама з Богом, не повірила, оскільки була вже дуже стара, щоб зачати і засміялася. Бог запитав Авраама, чому Сара сміється; і Авраам розповів, що вона безплідна. Однак Бог підтвердив, що в призначений термін буде у Сари і дасть їй сина. Після цього Бог поділився з Авраамом своїми планами: про обрання Авраама, щоб той наказав синам своїм виконувати волю Господа. Далі Бог сказав про свої плани: «Скарги, що здіймаються з Содому й Гомори, вельми великі і гріх їхній дуже тяжкий. Зійду та побачу, чи воно так насправді, чи ні, як у скаргах, що доходять до мене, щоб знати».
І два чоловіка вирушили в Содом і Гоморру, а Авраам став торгуватися з Богом, не бажаючи, щоб в тих містах загинули праведні разом з неправедними. Знизивши норму числа праведних, при якій ці міста будуть помилувані, з п'ятдесяти до десяти, Господь пішов.

### Сара. Ісаак
Після руйнування Содому і Гоморри і виводу Лота із Содому, Авраам проїжджав через місто Герар. І знову через страх, що його вб'ють, щоб заволодіти його дружиною, він назвав Сару своєю сестрою. Сара знову потрапила до місцевого царя — Авімелеха — в дружини; і знову Бог явився Авимелеху уві сні і сказав, що вб'є царя Авімелеха, раз той взяв у дружини жінку, яка має чоловіка. Однак Авімелех не торкався до Сари й був невинний. Сара сама називала Авраама своїм братом. Тому Бог велів Авімелеху повернути дружину чоловікові, пригрозивши в іншому випадку смертю. Прокинувшись, цар Авімелех покликав Авраама і запитав, за що той навів на його державу великий гріх і поступив так. Авраам же зізнався, що думав, ніби немає в цьому місті страху перед Богом і його вб'ють за його дружину. Крім того, Сара дійсно є сестрою Авраама, оскільки вона дочка його батька від іншої жінки. І вони так домовилися прикриватися цим в своїх подорожах. Тоді цар Герара дав Аврааму багато рабів, худоби та тисячу шекелів срібла; повернув йому дружину і виправдав її перед усіма, а також дозволив вільно жити на його землі. Авраам молився до Господа, і Бог повернув роду Герара здатність народжувати дітей. Коли Аврааму було 100 років Сара народила Ісаака. Сара вибрала ім'я Ісаак, бо коли ангел пообіцяв, що вона стане матір'ю у віці, старшому, ніж можливо мати дітей, вона про себе посміялася над пророцтвом. Коли дитина народилася, вона сказала: «Сміх учинив мені Бог, кожен, хто почує, буде сміятися з мене» (Бут. 21:6); за перекладом Короля Джеймса (англ.): «Сміх учинив мені Бог, кожен, хто почує, буде сміятися зі мною» («God hath made me to laugh, so that all that hear will laugh with me»). Вона вигодувала дитину сама і не дозволила Ізмаїлові мати спадок разом з ним, та вмовила Авраама вигнати його разом з його матір'ю Агар з табору Авраама.

### Жертвопринесення Ісаака. Смерть Сари
Коли Ісааку було біля двадцяти п'яти років, Господь випробовував Авраама та наказав йому принести його сина у жертву (Бут. 22:1—14). Авраам поклявся зробити так, взяв Ісаака та двох своїх слуг та пішов до місця, яке Господь мав йому показати. На третій день, побачивши те місце (можливо, що це була гора Морія), він взяв дрова для цілопалення, поклав їх на сина свого Ісаака, і сам взяв вогонь та ніж. Слугам же своїм сказав: «я й хлопець підем аж туди, і поклонимося, і повернемося до вас». Коли вони йшли удвох до гори, Ісаак сказав: «ось вогонь та дрова, але де ягня на цілопалення?». І відказав Авраам: «Бог нагледить ягня Собі на цілопалення, сину мій!»
Прийшовши на призначене місце, Авраам приготував жертовник, розклав дрова, зв'язав Ісаака та поклав його над дровами. Взявши у свою руку ніж, він простягнув руку, щоб зарізати сина. Але ангел господній озвався до нього з неба, і сказав йому: «Не чини нічого хлопцю, бо тепер я довідався, що ти боїшся Бога». Авраам підняв очі, та побачив барана, що заплутався рогами у тернях. Він взяв його, та приніс у жертву замість свого сина. І Авраам назвав те місце «Господь побачить» (Адонай іре). Після цього Авраам повернувся у Версавію.
Сара померла у 127-річному віці в Кір'ят-Арбі (Кирьят-Арбі), біля Хеврона. Для її поховання Авраам попросив у власність у дому Ефрона (печеру Махпела («подвійна печера») близько Хеврона. Хетти продали йому цю печеру з полем за чотириста шекелів срібла (Бут. 23).

### Ревека
Постарівши, Авраам посилає свого слугу Елієзера до своєї рідні в Північну Месопотамію на пошуки нареченої для Ісаака, щоб уникнути шлюбних зв'язків з ханаанеями. Елієзер з десятьма верблюдами і подарунками, виданими Авраамом, у міста Нахора зустрів дівчину, яка напоїла і його самого, і всіх верблюдів. Цією дівчиною виявилася Ревека — дочка племінника Авраама Бетуела. Слуга вклонився Богові, який привів його до потрібного місця. У будинку, де жила Ревека, Елієзер розповів про життя Авраама і про те, навіщо прийшов. Родичі Ревеки сказали, що справа ця від Господа, і без заперечень віддали Ревеку. Елієзер дав подарунки їй, її брату і матері і наступного дня повіз її до Авраама та Ісака. Зустрівши Ревеку, Ісаак одружився з нею. Отримавши кохану дружину, Ісаак втішився в печалі по своїй матері (Бут. 24).

### Кетура
У старості Авраам одружився з Кетурою, яка народила йому ще шість дітей: Зімрана, Йокшана, Медана, Мідіяна, Ішбака та Шуаха. (Бут. 25:1—5). Всі вони, як і старший син Авраама — Ізмаїл — стали родоначальниками різних племен, чим і пояснюється значення імені Авраама, як «батька многоти народів» (Бут. 17:5). Авраам віддав все, що у нього було, своєму синові Ісааку, а синам наложниць, які у нього були, дав подарунки і відіслав на схід. Помер Авраам у віці 175 років, старий і насичений життям, і був похований Ісааком та Ізмаїлом поруч зі своєю дружиною Сарою в печері Махпела в Хевроні (Бут. 25:1).

## Новий завіт
У Новому Завіті часто згадується постать Авраама. Родовід Ісуса Христа починається від прабатька всіх євреїв Авраама: «Родовід Ісуса Христа, сина Давида, сина Авраама» (Мт. 1:1). У народженні Ісуса християнська традиція бачить виконання обітниці Аврааму про те, що потомку його (яким, за словом апостола Павла, є Христос (Гал. 3:16), благословляться всі народи землі (Бут. 22:18).

### Євангеліє від Івана
В Євангелії від Івана, а потім і в християнській богословській традиції, згадки про Авраама використовуються для обґрунтування божественності Ісуса Христа. У розділі 8 описана суперечка Ісуса з фарисеями, які сумніваються, що Ісус Христос посланий від Бога. Фарисеї називають себе «потомками Авраамовими» (Ів. 8:33) і стверджують, що не мають потреби в «звільненні» через пізнання істини, яку, за його власними словами, несе Христос. Ісус визнає їх тілесне походження від Авраама, але заперечує духовне: фарисеї не виконують завітів патріарха, збираючись вбити людину, що звіщає слово Бога (Ів. 8:39—40); через це вони не мають права називатися дітьми Авраамовими, а їх батько — диявол, чию «волю» вони й виконують (Ів. 8:44). Розгнівані фарисеї вважають Ісуса одержимим бісом (Ів. 8:48) і звинувачують його в тому, що він «славить сам себе» і ставить себе вище давно померлого Авраама (Ів. 8:53). На це Ісус відповідає: «Авраам, ваш батько, сповнений був радощів звидіти день мій — і звидів, і втішився.» (Ів. 8:56) — тобто, з богословського тлумачення, знав про прийдешнє пришестя Христа-Месії. Фарисеї дивуються, зрозумівши ці слова так, що Ісус, якому «немає ще й п'ятдесяти років», нібито жив одночасно з Авраамом (Ів. 8:57). На це Ісус каже: «Перш, ніж був Авраам, Я є» (Ів. 8:58), стверджуючи тим самим, що він існував вічно.

### Євангеліє від Луки
- У промові Івана Хрестителя, наведеної у Євангелії від Луки, Авраам згаданий у проповіді покаяння: «Чиніть плоди, достойні покаяння, і не беріться говорити собі: Маємо за батька Авраама. Кажу бо вам, що Бог з цього каміння може підняти дітей для Авраама.» (Лк. 3:8). Іван Хреститель цими словами нагадує своїм співвітчизникам, що один лише факт приналежності до нащадків Авраама не врятує їх від Божого гніву, якщо вони не принесуть плоди покаяння.
- В Євангелії від Луки лоно Авраамове згадується в притчі Ісуса Христа про «Багача і Лазаря» (Лк. 16:22). У притчі відбувається діалог Авраама і багатія, який просить послати в його будинок Лазаря, щоб той попередив його братів про покарання грішників. Авраам же сказав: Вони мають Мойсея й пророків, нехай слухають їх. Він же сказав: Ні, отче Аврааме, але коли прийде хто з мертвих до них, покаються. Тоді Авраам сказав йому: якщо Мойсея і пророків не слухають, то коли хто й із мертвих воскресне, не повірять.
- В епізоді з митарем Закхеєм євангеліст Лука описує засудження загалом Ісуса за те, що він зайшов у будинок митника, якого вважали людиною грішною. Закхей кається і Христос каже йому: «Сьогодні на цей дім зійшло спасіння, бо й він син Авраама» (Лк. 19:9).

### Послання Апостола Якова
На прикладі Авраама, апостол Яків показує, що віра без діл — мертва:
 Авраам, наш батько, чи не ділами виявився праведним, коли був приніс на жертовник Ісаака, свого сина? Бачиш, що віра співдіяла з його ділами, і його віра удосконалилася ділами. Так здійснилося Писання, яке каже: «Авраам повірив Богові, і це зараховано йому за праведність», і він був названий приятелем Божим. Ви бачите, що чоловік оправдується ділами, не тільки вірою.

### Послання апостола Павла
- У Посланні апостола Павла до Галатів, християнській громаді Галатії, що складалася з колишніх язичників, Павло говорить, що «..Тому й писання, бачивши наперед, що Бог оправдає поган вірою, дало Авраамові цю добру звістку: „У тобі будуть благословенні всі народи.“ Так, отже, ті, що вірують, благословляться з вірним Авраамом…. щоб благословення Авраама перейшло в Ісусі Христі на поган і щоб ми вірою прийняли обіцяного Духа»[17]. Благословення Авраама поширюється на язичників через Ісуса Христа. По слову Павла, обітниці були дані Аврааму й потомку його «Обітниці ж були дані Авраамові та його потомкові. Не сказано: „Потомкам“, немов би про багатьох, лише про одного: „І твоєму потомкові“, яким є Христос! Кажу бо це: Завіту, уже затвердженого Богом, закон, що надійшов по чотириста тридцятьох роках, не може скасувати й таким чином зробити недіючою обітницю. Бо коли б спадщина була від закону, вона б не була вже від обітниці; Авраамові ж Бог дарував свою ласку через обітницю.» (Гал. 3:16—18).
- У Посланні до Римлян апостол Павло вказує на праведність віри, що стоїть вище праведності закону:

 І він прийняв ознаку обрізання, — печать оправдання, через віру, яку мав, бувши необрізаним, щоб бути батьком усіх тих, які вірять, не будучи обрізаними, щоб оправдання було їм теж пораховане; і щоб він був батьком обрізання не лиш обрізаним, але й тим, що ходять слідами віри, яку ще перед обрізанням мав батько наш Авраам. Бож не через закон була дана обітниця, зроблена Авраамові чи його потомству, що він буде спадкоємцем світу, але через оправдання віри, — бо коли спадкоємці ті, що в законі, то віра не має сили й обітниця не має вартости: 15 закон бо викликає гнів, а там, де нема закону, нема й переступу. Тому, отже, обітниця від віри, щоб була вона дарова і забезпечена всім нащадкам, не тільки тим, що з закону, але й тим, що з віри Авраама, який є батько нам усім, як написано: «Я настановив тебе батьком багатьох народів, — перед тим, в кого він увірував, — перед Богом, що оживляє мертвих і кличе те, чого немає, наче б воно існувало.»

## В релігійній традиції

### В юдаїзмі
Образ Авраама займає центральне місце в історичній пам'яті єврейського народу. Опис його життя і його випробувань розглядається в єврейській традиції як повчальний приклад, що символічно відображає подальшу історію єврейського народу.
Авраам розглядається в єврейській традиції не тільки як родоначальник єврейського народу, але і як провісник монотеїзму, який приніс людям віру в єдиного Бога невидимого, творця землі і неба та владики світу. Авраамічні релігії, а також багато філософських ідей, що лежать в основі сучасної цивілізації, беруть свій початок від ідей та постулатів, проголошених Авраамом. Однак, у тексті П'ятикнижжя ніде не згадується про те, що Авраам проголосив віру в Єдиного Бога вперше. Єврейські коментатори наголошують, що, хоча особисто для Авраама ця віра стала дійсно відкриттям чогось нового, проте об'єктивно — це було відновленням заново дуже старої та майже забутої істини, яка була відома Адаму, Ноаху (Ною) та його нащадкам Шему (Симу) та Еверу. Цим, Авраам справді висував щось зовсім нове для того суспільства, в якому жив, закликаючи повернутися до Єдиного Бога, відродити віру далекого минулого. Його ідеї, ймовірно здавалися його сучасникам варварськими і примітивними і Авраам мав сприйматися ними не як новатор, а як ультраконсерватор, прихильник давнього забутого культу. Один із доказів того, що віра в Єдиного Бога вже існувала за часів Авраама, міститься в самому П'ятикнижжі: це розповідь про зустріч з Мелхиседеком, царем Саліма, священником Бога Всевишнього (Бут. 14:18). Таким чином, Авраам був не одинокий — у нього були однодумці, ізольовані один від одного, розсіяні по різних місцях, але які зберегли віру в Єдиного Бога.
Заслуга Авраама полягає в тому, що він був першим, хто серйозно поставився до споконвічного релігійного уявлення про Бога. Фактично Авраам був першим пророком древньої віри. Він прагнув вселити свою прихильність цій вірі невеликій групі людей — сформованій ним громаді, яка повинна була стати особливим плем'ям (а пізніше — нацією), що зберігає цю ідею. З цією ж метою Авраам бродив по Ханаану, постійно звертаючись до імені Всевишнього, будуючи жертовники, залучаючи до себе тих, хто вірив в Єдиного Бога, і намагаючись спонукати інших вірити в Нього.
У біблійній оповіді яскраво виражена нечувана вірність і відданість Авраама Богу. Попри всі випробування він беззаперечно виконує накази Бога. Кульмінаційним пунктом цих випробувань є Жертвопринесення Ісаака. Єврейська традиція розглядає жертвоприношення Ісаака як символ готовності до найважчих жертв заради відданості Богу.
Мішна свідчить про те, що вже в I—II ст. тема жертвопринесення Ісаака містилася в молитві, що читалася в дні постів. Талмуд вказує на необхідність читання оповідання про жертвоприношення Ісаака в синагозі на другий день Рош га-Шана та пояснює звичай сурмити в шофар (виготовлений з рогу барана) в Рош ха-Шана як нагадування про те, що замість Ісаака в жертву був принесений баран.
У Біблії підкреслюється винятковий зв'язок між Богом і Авраамом. Цей зв'язок набув згодом форму союзу (заповіту; івр.Брит), укладеного між Богом і Авраамом. Цей союз має важливе значення в єврейській історії і в розвитку загальнолюдської культури. Він включає три основних елементи:
1. Обраність нащадків Авраама по лінії його сина Ісаака;
2. Обіцянку дати землю Ханаанську у володіння цим обраним нащадкам Авраама;
3. Повеління слідувати заповітам Бога, які включають як культові заповіді, так і етичні норми поведінки.

Оповідання книги Буття про Авраама містить лише загальний етичний припис бути непорочним (Бут. 17:1), однак поведінка Авраама, без сумніву, свідчить про наявність певної системи моральних принципів. Так, Авраам набуває популярність своєю гостинністю, заступається за мешканців Содома, відмовляється від присвоєння здобичі у війні і категорично відхиляє пропозицію «синів Хетта» отримати в подарунок печеру Махпела.

### У християнстві

#### У православ'ї

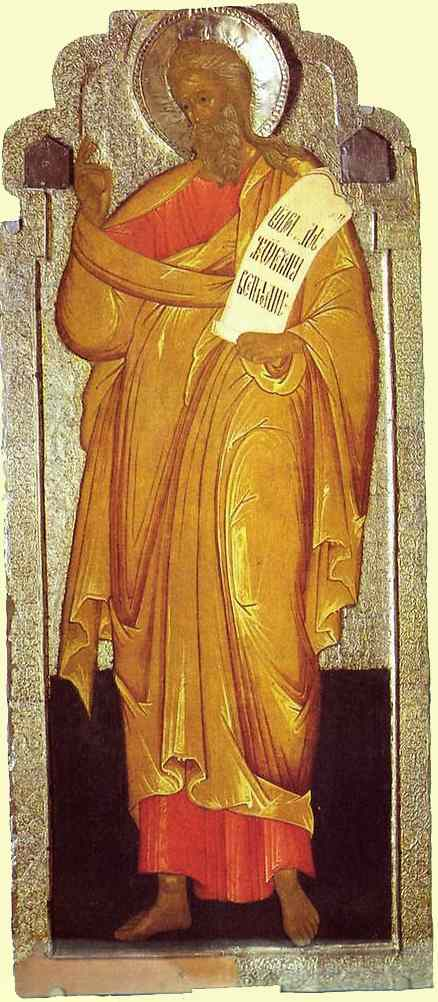
Авраам (ікона середини XVII століття)

Православна церква відзначає Авраама як праведного праотця і вшановує його пам'ять двома святковими днями у своєму календарі: 9 жовтня (за Юліанським календарем) разом з його племінником праведним Лотом та в «Неділю праотців» — другу неділю перед Різдвом Христовим, коли він вшановується разом з іншими предками Ісуса.
Ім'я Авраама та старозавітні образи, пов'язані з ним, часто зустрічаються в православній гімнографії. Найпоширеніша в співах згадка про лоно Авраамове, що зустрічається вже в стародавній літургії апостола Якова: «Пом'яни, Господи… православних… Сам упокій їх… у Царстві Твоєму, в насолоді райській, в надрах Авраама, Ісака та Якова…». Саме ім'я Авраама в молитвах виступає як складова частина звернення до Бога: «Господи Вседержителю, Боже отців наших, Авраамів, і Ісааків, і Яковів, і сімені їх праведного…».

### В ісламі
Мусульмани називають Авраама Ібрагімом та вважають його будівельником Кааби. Мовляв, він побудував її в Мецці разом зі своїм сином Ізмаїлом на тому ж місці, де вона стояла за часів Адама. Після закінчення будівництва Ібрагім навчив Ісмаїла обрядам хаджу (ритуального паломництва) і зробив його хранителем Кааби.
Помер Ібрагім в Єрусалимі в 175-річному віці. Мусульмани побудували над печерою Махпела, в якій похований Авраам, мечеть і оберігають її, як одну з найбільших святинь ісламу.
За Кораном син Авраама (Ібрагіма) — Ізмаїл був родоначальником арабського народу.

## У філософії
Історія жертвоприношення Ісаака, як приклад зіткнення моральних норм і божественного повеління, розглядалася деякими філософами нового та новітнього часу, що так чи інакше вирішували проблему співвідношення моралі та релігії. Імануїл Кант, чия етика декларує повну автономність моралі «в силу чистого практичного розуму» та незалежність її від релігії (і, більше того, залежність віри в Бога від приписів моралі), приводить у трактаті «Суперечка факультетів» відповідь, яку Авраам повинен був дати на наказ принести в жертву свого сина:

Я впевнений, що не повинен вбивати мого доброго сина. А от у тому, що ти, що з'явився мені, дійсно Бог, я не впевнений, і не можу бути впевнений.

Більш того, за Кантом, Авраам міг бути впевнений, що почутий ним голос не належить Богу. Наказ зробити щось, що суперечить моральному закону не може, за Кантом, виходити від Бога, тобто вищої моральної істоти, ідея якого є похідною, а не основою моралі.
Серен К'єркеґор, що присвятив проблемі трактування жертвоприношення Ісаака книгу «Страх і трепет», визнає слідом за Кантом, що з етичної точки зору таке жертвопринесення було б просто вбивством. Але Авраам, за К'єркеґором, «переступає через все етичне, і поза ним він знаходить більш високу мету, у відношенні до якої він і усуває етичне». К'єркеґор говорить про «телеологічне скасування етичного», яке можливе для людини, що живе релігійним життям (на противагу людям, що живуть, за термінологією К'єркеґора, естетично або етично). «Парадокс віри такий: одиничний індивід вище, ніж загальне» (тобто загальні моральні норми); «існує абсолютний обов'язок перед Богом», порівняно з яким «етичне виявляється зведеним до відносного». Авраам — «лицар віри», віруючий «силою абсурду». При цьому його віра не є вірою в те, що Бог скасує свій наказ, або вірою в майбутнє життя: Авраам збирався зробити жертвопринесення і при цьому «вірив в суперечність» — у те, що він «постаріє на цій землі, шанований своїм народом, благословенний в своєму роді, незабутній у Ісаку — найулюбленішим в його житті».
Розвиваючи ідеї К'єкеґора, Жан-Поль Сартр в знаменитім есе «Екзистенціалізм — це гуманізм» використовує запропонований ним вираз «тривога Авраама» для утвердження абсолютної свободи та водночас абсолютної відповідальності людини:

Мені зовсім не обов'язково бути Авраамом, і проте на кожному кроці я змушений робити вчинки, які є прикладом для інших. Для кожної людини все відбувається так, ніби погляди всього людства звернені до нього, і ніби всі погоджують свої дії з його вчинками. І кожна людина повинна собі сказати: чи справді я маю право діяти так, щоб людство брало приклад з моїх вчинків? Якщо ж він не говорить собі цього, значить, приховує від себе свою тривогу. Йдеться тут не про те відчуття, яке веде до квієтизму, до бездіяльності. Це — тривога, відома всім, хто брав на себе будь-яку відповідальність.

## Історичний аналіз
Авраам жив у відносно освіченому й інтелектуальному світі політеїстичної релігії. Це була політеїстична (ідолопоклонницька) міська цивілізація, вершина культури своєї епохи, яка висувала нові ідеї та концепції в науці, філософії, мистецтві.

### Переселення доХанаану

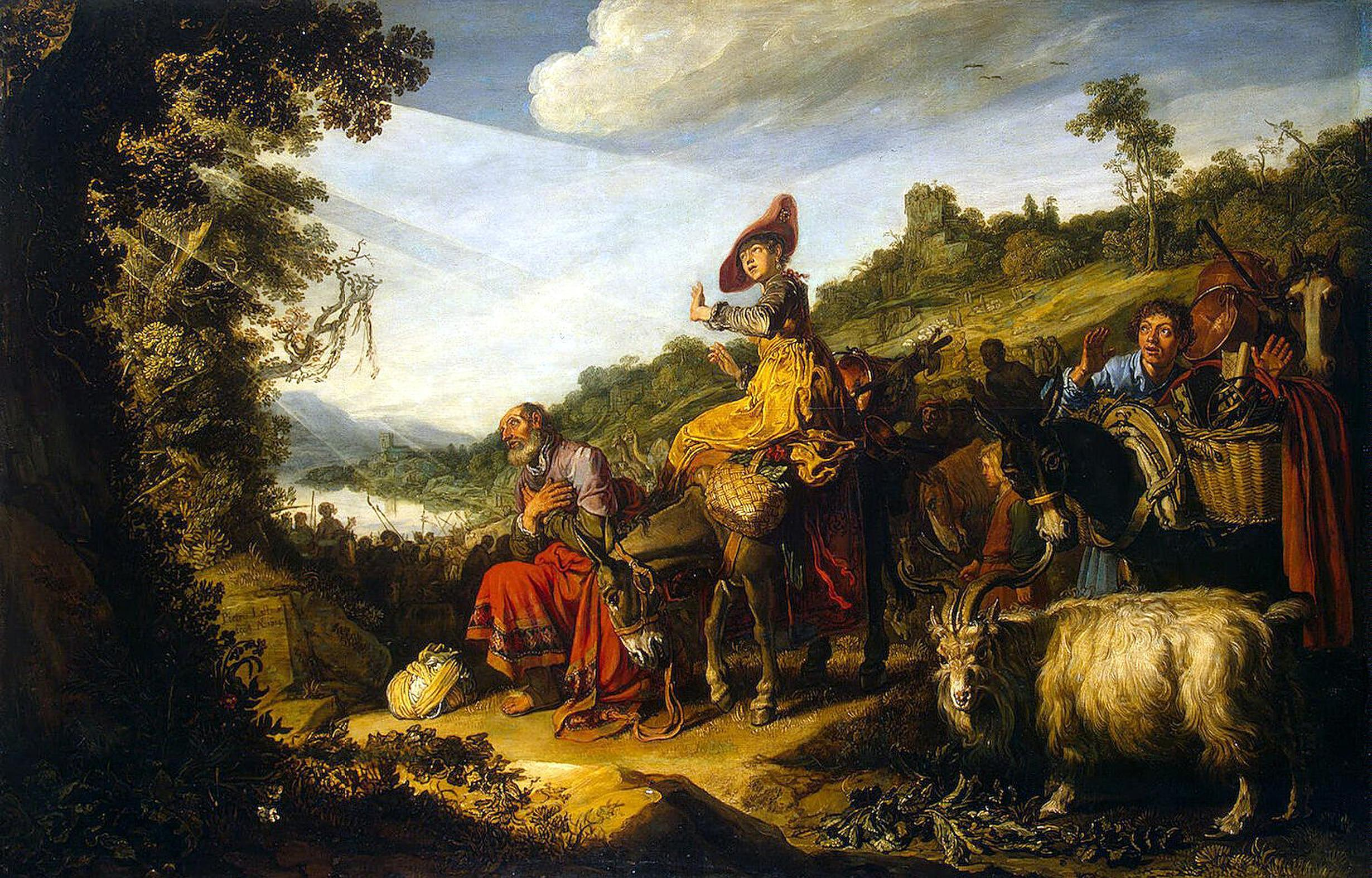
«Авраам на шляху в ханаанську землю»
(Пітер Ластман, 1614 рік)

На думку ряду дослідників, біблійна оповідь про переселення родини Авраама в Ханаан відображає інтенсивну міграцію західно-семітських племен, які називалися амореями або сутіями, з Верхньої Месопотамії в сирійсько-палестинський регіон. Ця міграція відбувалася в XIX — XVIII століттях до н. е. Зв'язок з Верхньою Месопотамією було виявлено, зокрема, через імена батька, діда і прадіда Авраама (Фарра (Терах), Нахор, Серуг), що є назвами міст і місцевостей в районі Харана, куди родина Фарри перейшла з Ура. Ім'я їхнього предка Евер, що означає «інша сторона» або «Заріччя», пов'язане з епітетом іврі — «людина з Евера», тобто Заріччя. Цей епітет (від якого, очевидно, походить слово «єврей») вперше застосовується в Біблії щодо Авраама (Бут. 14:13), а потім і загалом стосовно ізраїльтян. Спочатку цим етнонімом могли називатися всі племена, що перейшли через Євфрат на шляху з Верхньої Месопотамії до Сирії і Ханаану. Деякі дослідники вважають, що існує певний зв'язок між епітетом іврі та найменуванням хабіру (варіанти: хапіру або  апіру), яке зустрічається в аккадських і єгипетських джерелах з кінця третього тисячоліття до н. е. Цю точку зору не підтримували деякі російські дослідники: так, за словами І. М. Дьяконова, іврім і хапіру «не мають між собою нічого спільного; хапіру не були кочівниками, тоді як ними, безперечно, були ібрім, і їхній етнічний склад був не тільки і не стільки аморейсько-сутійським, скільки ханаанським, аккадським, і, можливо, хурритським…». За Дьяковим, слово іврі не пов'язане з хапіру, яке, на його думку, походить з акадського дієслова habaru («бути вигнаним») Водночас точка зору Дьяконова заперечується західними дослідниками, що вказують на численні свідчення про кочовий характер хапіру.
Іврім були чужинцями, які проникли в Ханаан і, очевидно, залишалися чужими щодо релігії, культу та побуту ханаанских народностей. Характерною рисою Аврама є повний розрив з культурою країни його походження Месопотамією, з одного боку, і відчуженість від вірувань, культу і способу життя ханаанців — з іншого. Авраам, як потім його син і онук — патріархи Ісаак та Яків — не має в Ханаані власної землі й перебуває в залежності від ханаанських правителів міст. Він підтримує мирні відносини з навколишніми племенами, але зберігає свою відособленість у всьому, що стосується вірувань, культу і навіть чистоти роду. Так, наприклад, він посилає свого раба до родичів у Північну Месопотамію для того, щоб привезти дружину Ісааку.
За іншою гіпотезою, епоха Авраама припадає на XXI — XX століття до н. е. Ця гіпотеза заснована на повідомленні Третьої книги Царств (6-1), за яким між виходом з Єгипту і початком спорудження Соломоном Храму минуло 480 років. Спираючись на внутрішню біблійну хронологію, можна підрахувати, що Авраам вийшов з Харану близько 2091 до н. е. Проте, на думку більшості дослідників, період 480 років має радше символічний характер (12 поколінь по сорок років). Окрім того, археологи не виявили свідчень існування на території Ханаана в XXI—XX століттях до н. е. міст, подібних до тих, що згадуються в біблійному оповіданні про патріархів.
Науковцями було висловлено припущення, що родина Фарри могла полишити Ур близько 1740 до н. е., в період придушення повстання проти вавилонського правителя Самсу-ілуна, в якому брав участь і Ур. У 1739 році до н. е. місто було зруйноване військами Самсу-ілуна, які вирізали значну частину населення, після чого воно надовго обезлюдніло. Варто зазначити, що назва Ура «Уром халдейським» (Бут. 11:31) є анахронізмом, оскільки халдеї з'явилися у Вавилонії лише в 1100 — 1000 роках до н. е. ТОж, очевидно, що така назва міста виникла в період злету Ура за правління останнього царя Нововавилонської (халдейської) династії Набоніда (556 — 539 роки до н. е.) і було пізніше додано до оповідання про Авраама.

### Союз «між розсічених частин»
В оповіданні про укладення заповіту між Богом і Авраамом (Бут. 15:9—18) знайшла відображення практика укладення союзу, при якому договірні сторони проходили між частинами розсіченої тварини. У єврейській мові укладання Завіту часто описується висловом «розрубати Заповіт». Схожий вираз зустрічається в тексті з сирійської Катни (XV століття до н. Е..), А також в аморейських текстах з Марі, де укладання союзу описується виразом «вбити осля».

### Датування часу написання
Більшість сучасних істориків прийшла до висновку, що не тільки перекази про патріархів, але й їхній запис в літературній формі, яка дійшла до сьогодні, відносяться до дуже давнього періоду, хоча, ймовірно, вони були зафіксовані в період царів (після X ст. до н. е.).

### Імена
Ім'я Аврам і Авраам вперше зустрічаються на месопотамських клинописних табличках, датованих 3 — 2 тисячоліттями до н. е.., в єгипетських текстах, а також у текстах, знайдених в сирійській Еблі. Етимологія імені  Аврам точно не з'ясована. Можливо, це ім'я означає «батько піднесений», «батько чудовий», і є формою ранньосемітського власного імені Ав (і) рам. Отримане Аврамом після укладення заповіту (Бут. 17:5) ім'я Авраам означає «батько безлічі» (народів). На відміну від імен Ісаака, Яківа-Ізраїля і його синів, ім'я Авраама ніколи не використовується в Біблії для позначення місцевостей або колін.
Ім'я матері Авраама в П'ятикнижжі не згадується, за арабськими джерелами (див. Herbelot I, 64) її звали Адна, а за єврейськими (Талмуд, Бава-Батра 91а) — Аматлея, ймовірно Аматсула — давньохалдейське жіноче ім'я, що зустрічається в клинописних текстах, а не пізніше грецьке Амалтея, як то вважає Кагута (Plenus Aruch sv) та інші.

## У мистецтві та літературі

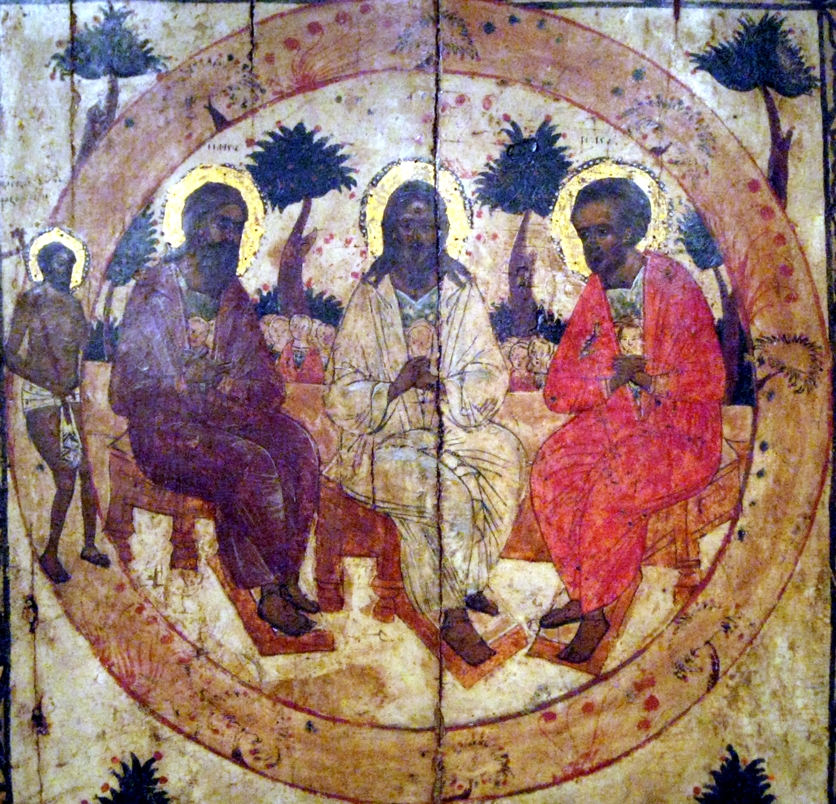
Лоно Авраамове: Авраам, Ісаак та Яків зображені за столом, з душами праведників, що представлені у вигляді немовлят. (Фрагмент північних воріт іконостасу, XVII століття, Нижній Новгород)

### В образотворчому мистецтві
- Пітер Ластман: «Жертвоприношення Авраама» (1616, Лувр), «Авраам на шляху до Ханаану» (1614 рік).
- Рембрандт: «Жертвоприношення Авраама» (Стара Пінакотека, інший варіант картини: Ермітаж)
- Караваджо: «Жертвоприношення Авраама»

### У літературі
- Ласло Біто. «Авраам та Ісаак» (1998).
- Вольтер. Філософський словник: Авраам
- Томас Манн. «Історії Якова», перший том тетралогії «Йосип та його брати»
- «Ісаак і Авраам» Й. Бродський

### У музиці
- У 1994 році Стів Райч випустив оперу під назвою Печера (The Cave). Назва стосується печери Патріархів. Розповідь опери базується на історії Авраама та його найближчої родини, так, як вона переказана в різних релігійних текстах і як її розуміють окремі люди з різних культур та релігійних традицій.
- Боб Ділан у пісні Highway 61 Revisited однойменного альбому основною темою образно вибрав жертвопринесення Ісаака Авраамом.

### У кіно
- «Авраам: Хранитель віри» (фільм, 1994)
- «Біблія» (2013)